# James Balfour Macdonald
James Balfour Macdonald, britanski general, * 1898, † 1959.